# تیم وان پاتن
تیم وان پاتن (انگلیسی: Tim Van Patten؛ زادهٔ ۱۰ ژوئن ۱۹۵۹) یک فیلم‌نامه‌نویس، و کارگردان اهل ایالات متحده آمریکا است. وی از سال ۱۹۷۸ میلادی تاکنون مشغول فعالیت است. پاتن در عرصه مجموعهٔ‌های تلویزیونی بسیار شناخته شده‌است. او دو قسمت نخست بازی تاج‌وتخت با عنوان‌های زمستان در راه است و جاده شاهی را کارگردانی کرده‌است. او همچنین کارگردان اپیزود هنگ د دی‌جی از مجموعه آنتولوژی علمی‌تخیلی بریتانیایی آینه سیاه است. سوپرانوز، امپراتوری بوردواک، قیانوس آرام، شنود، سکس و سیتی از دیگر آثار پاتن است.
او پدر گریس ون پاتن است.